# Argumentul periastrului

Diagrama elementelor orbitale, incluzând argumentul periastrului (ω).

În mecanica cerească și în mecanica spațială, argumentul periastrului este unul din elementele utilizate pentru definirea traiectoriei unui corp pe orbită în jurul unui alt corp.El exprimă unghiul  dintre direcția nodului ascendent și cea a periastrului acestei orbite. Este măsurat în planul orbital și în direcția mișcării corpului. În mod curent este notat cu litera grecească omega, {\displaystyle \omega \,}.

## Terminologie
Termenul periastru desemnează în mod normal periapsida (termen general) unei orbite descrise în jurul unei stele. După corpurile orbitate, cuvântul se schimbă, deși termenul periapsidă rămâne totuși admisibil. Se vorbește atunci de: 
- periheliu, pentru o orbită descrisă în jurul Soarelui ;
- perigeu, pentru o orbită în jurul Pământului  / Terrei ;
- periseleniu[1], pentru Lună ;
- perigalacticon, pentru centrul unei galaxii;
- etc.

Un argument al periastrului de 0° semnifică faptul că acel corp pe orbită este cel mai aproape de corpul central în același moment în care el traversează planul de referință de la Sud spre Nord. Un argument al periastrului de 90° semnifică faptul că periastrul este atins atunci când corpul este la distanța sa maximă deasupra planului de referință.
Când orbita este eliptică, argumentul este unghiul dintre linia nodurilor și axa mare a elipsei.
Adăugând argumentul periastrului la longitudinea nodului ascendent dă longitudinea periastrului.

## Calcul
În astrodinamică, argumentul periastrului {\displaystyle \omega } poate fi calculat în felul următor:
{\displaystyle \omega =\arccos {\frac {{\vec {n}}\cdot {\vec {e}}}{\|{\vec {n}}\|\|{\vec {e}}\|}}}
unde:
- {\displaystyle {\vec {n}}} este vectorul îndreptat spre nodul ascendent,
- {\displaystyle {\vec {e}}} este vectorul excentricității (adică vectorul îndreptat spre periastru).

În cazul unei orbite ecuatoriale, deși argumentul nu este definit în sens strict, se admite că :
{\displaystyle \omega =\arccos {\frac {e_{x}}{\|{\vec {e}}\|}}}
unde:
- {\displaystyle e_{x}} este componenta x a vectorului excentricității {\displaystyle {\vec {e}}}.

În cazul unei orbite circulare, se admite adesea că periatrul este plasat în nodul ascendent și deci că {\displaystyle \omega =0}.